# Онгосор
Онгосор (бур. Онгосо - лодка) — деревня в Осинском районе Иркутской области (Усть-Ордынский Бурятский округ). Входит в муниципальное образование «Бурят-Янгуты».

## География
Расположена в 32 км (по автодорогам) к востоку от районного центра, села Оса, на абсолютной высоте 451 м над уровнем моря.

### Внутреннее деление
Состоит из 1-й улицы (Онгосорская).

## Топонимика
Возможно, название Онгосор происходит от бурятского онгосо — лодка.

## Население
| 2002 | 2010 | 2011 | 2012 |
| ---- | ---- | ---- | ---- |
| 220  | ↘218 | ↘217 | ↗219 |